# Harold Albrecht
Pour les articles homonymes, voir Albrecht.
Harold Glenn Albrecht (né le 15 octobre 1949) est un homme politique canadien.

## Biographie
Il est actuellement député à la Chambre des communes du Canada, représentant la circonscription ontarienne de Kitchener—Conestoga depuis l'élection fédérale de 2006 sous la bannière du Parti conservateur du Canada. Lors de cette élection, il a défait la députée libérale sortante Lynn Myers par seulement 1 000 voix.
Il a grandi dans la circonscription où il a été élu et a fait ses études au Waterloo Lutheran University (aujourd'hui[Quand ?] l'Université Wilfrid Laurier). Il était dentiste et a possédé sa clinique privée à Kitchener pendant 27 ans. Durant sa carrière de dentiste, il a également participé à plusieurs voyages missionnaires chrétiens de courte durée vers des pays du tiers-monde.
En 1999 Albrecht quitte sa carrière de dentiste pour devenir pasteur du Pathway Community Church ; il a occupé se poste jusqu'en 2005 lorsqu'il a annoncé qu'il s'absentait pour briguer l'investiture du Parti conservateur dans sa circonscription. Lorsqu'il a remporté la course à l'investiture, il a démissionné de sa position à la tête de l'Église de façon permanente.
Il a fait les manchettes au niveau national lors de sa campagne lorsqu'il a été éloigné des journalistes lors d'un événement électoral du Parti conservateur. Certains ont accusé le chef conservateur Stephen Harper de l'avoir bailloné pour l'empêcher de faire des commentaires sur ses fortes opinions contre le mariage homosexuel ; Harper a nié ces allégations. Albrecht a également été directement pris pour cible, avec une poignée d'autres candidats conservateurs, par l'ancien premier ministre Paul Martin qui affirmait que les Canadiens devraient s'inquiéter de la possibilité d'un agenda caché.
Albrecht et son épouse Betty sont mariés depuis plus de 35 ans et ont trois enfants.